# Friedenskapelle (Reichenburg)

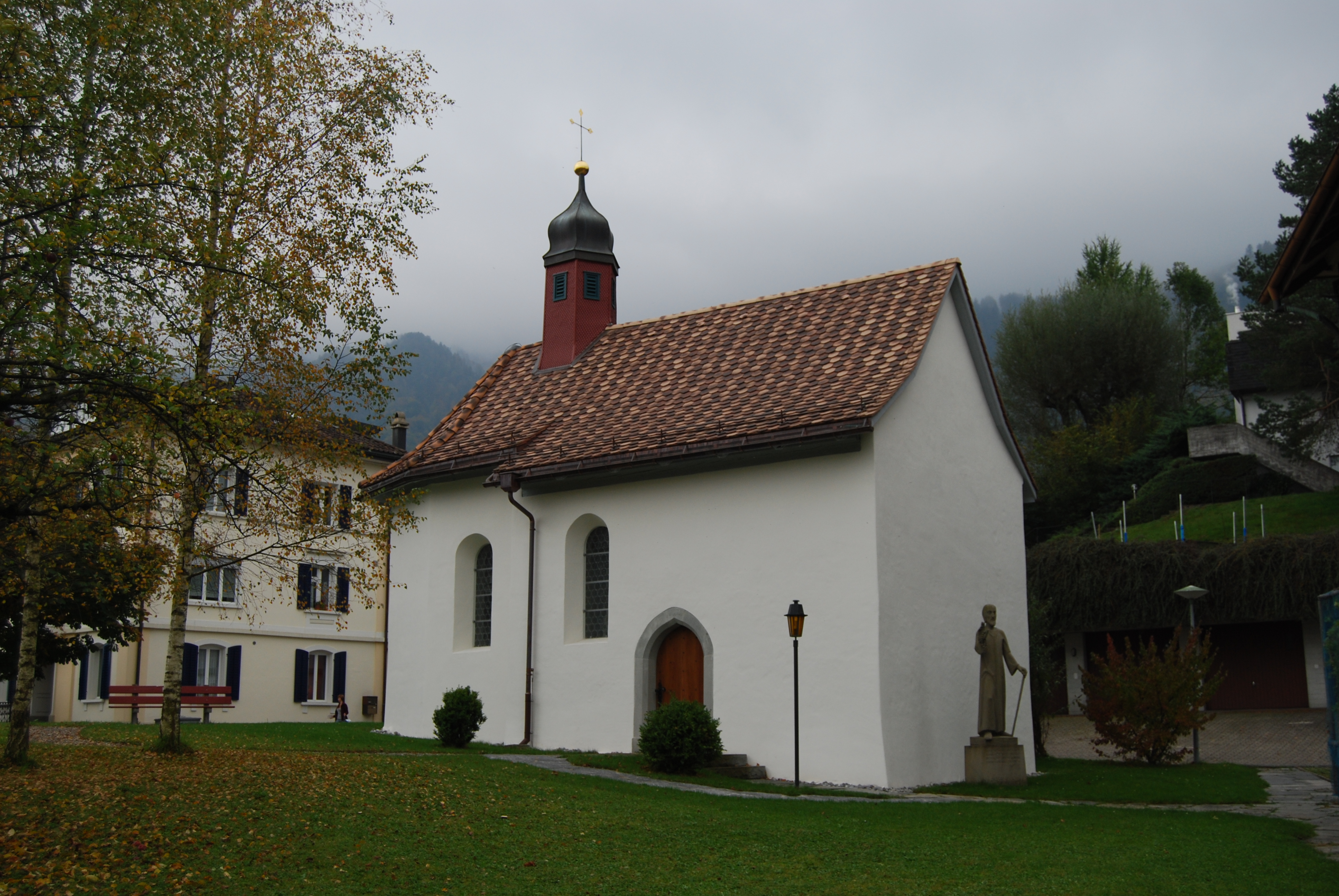
Die Friedenskapelle von aussen

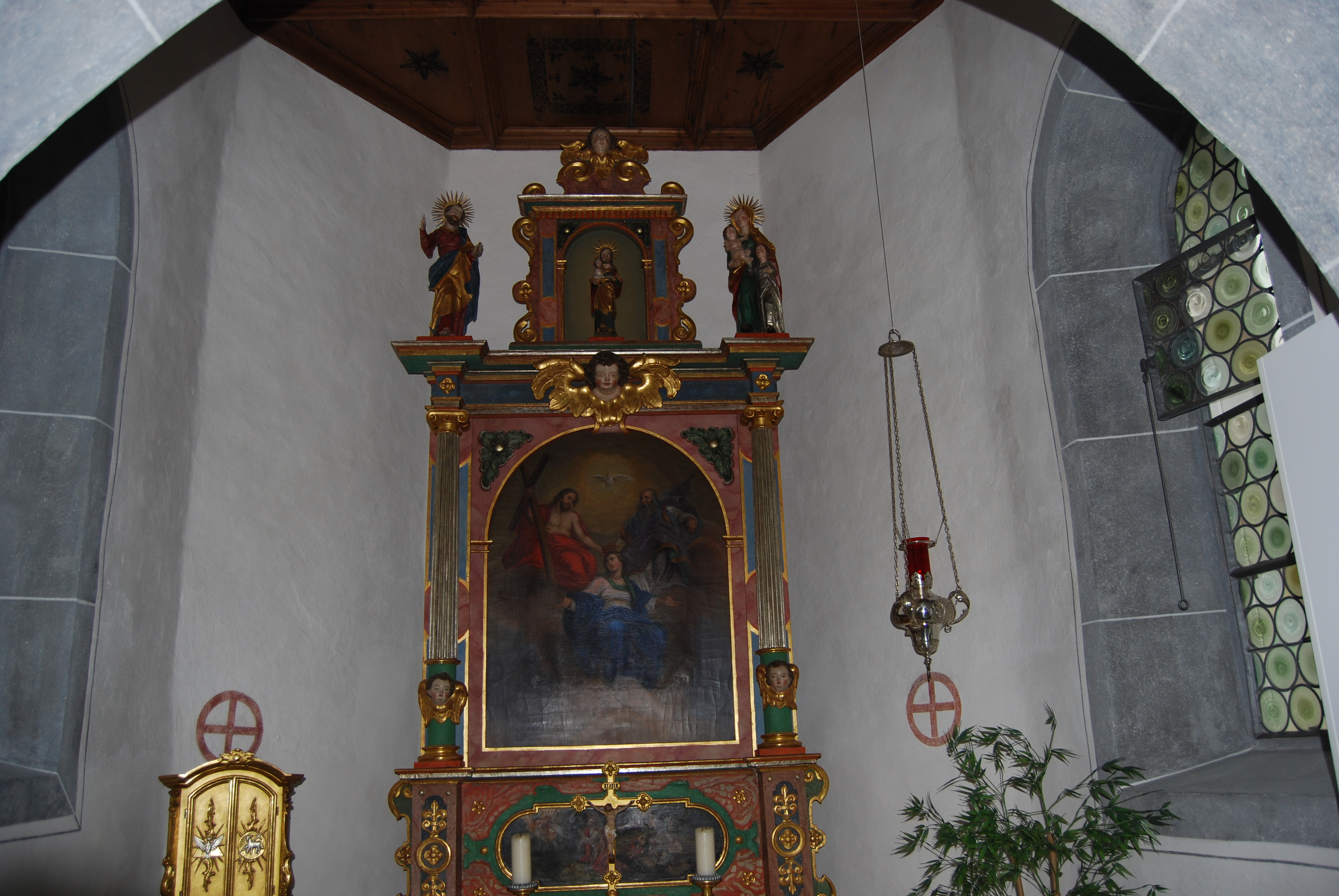
Chorraum der Kapelle

Die Friedenskapelle ist ein römisch-katholisches Gotteshaus in der Gemeinde Reichenburg, Kanton Schwyz, Schweiz.

## Geschichte und Baugeschichte
Mit der kirchlichen Unabhängigkeit von Tuggen 1498 errichtete die Gemeinde Reichenburg um 1500 ein spätgotisches Kirchengebäude. 1885 wurde diese Kirche abgebrochen und durch die neue Pfarrkirche St. Laurentius auf dem nahen Burghügel ersetzt. Dorthin wurde auch der Friedhof verlegt. Erhalten blieben am ursprünglichen Standort das 1742 erstellte Pfarrhaus und die Friedenskapelle. 
Das kleine Sakralgebäude wurde 1660 bis 1661 im Stil der Nachgotik und des Barock als Beinhauskapelle erbaut. Nach einer Renovation im Jahr des Kriegsendes 1945 erhielt sie den Namen Friedenskapelle.

## Baubeschreibung

### Aussenbau
Die schlichte Kapelle verfügt über weiss gefasste Fassaden und eine nachgotisches Spitzbogenportal mit den Jahreszahlen 1660 und 1661. Über dem leicht eingezogenen Polygonalchor erhebt sich ein Dachreiter mit Zwiebelhaube. Eine Figur des Volksheiligen und Friedensstifters Bruder Klaus vor der Kapelle gemahnt an die Dedikation der Kapelle an den Frieden (Pax Christi).

### Innenraum
Der Innenraum wird durch den Chorbogen in zwei Kompartimente geteilt. Chor und Schiff verfügen über eine kunstvoll gestaltete Holzdecke in nachgotischen Zierformen. Die Rückwand des Schiffes nehmen vierzehn Kreuzwegstationen ein. In einer Nische befindet sich eine spätgotische Pietà aus dem frühen 16. Jahrhundert und über dem Chorbogen eine barocke Kreuzigungsgruppe aus dem späten 17. Jahrhundert. In das südseitige Fenster ist eine Wappenscheibe im Stil der Renaissance eingelassen.
Im Chor befindet sich der kunstvolle hochbarocke Hochaltar aus der Bauzeit. Die Haupttafel zeigt Krönung Marias mit der heiligen Dreifaltigkeit, darunter ist die Szene von Jesus am Ölberg mit dem Verrat des Judas dargestellt. Ausserdem zieren Puttenköpfe den Altar. Die Heiligenfiguren am Giebel stellen Petrus, Joseph von Nazareth und Anna selbdritt dar. Der Altar wird flankiert von einem Ewigen Licht und dem modernen Tabernakel.